# Hilton of Cadboll
Hilton of Cadboll ook  Hilton (Schots-Gaelisch: Baile a' Chnuic) is een dorp  in de Schotse lieutenancy Ross and Cromarty in het raadsgebied Highland 15 kilometer ten zuidoosten van Tain gelegen aan de Moray Firth.
In Hilton of Cadboll is bij de Hilton of Cadboll Chapel een Pictische steen gevonden, de Hilton of Cadboll Stone, die zich momenteel in het Museum of Scotland bevindt, er staat tegenwoordig een replica van de steen op de plaats waar de originele steen zich bevond.